# 2023 na música
A seguir estão listados eventos notáveis e lançamentos ocorridos em 2023 na música.

## Mortes

### Janeiro
- 1 – Lola Mitchell, 43, rapper estadunidense.[1]
- 3 – Rita de Cássia, 50, cantora de forró e compositora brasileira.[2]
- 7 – Manhoso, 87, cantor e compositor brasileiro.[3]
- 10 – Jeff Beck, 78, guitarrista britânico.[4]
- 11 – Doming Lam, 96, compositor, maestro e produtor musical chinês.[5]
- 12 – Lisa Marie Presley, 54, cantora, instrumentalista e compositora estadunidense.[6]
- 13 – Carlos Colla, 78, compositor e produtor brasileiro.[7]
- 18 – David Crosby, 81, cantor, guitarrista, compositor e produtor estadunidense das bandas The Byrds e Crosby, Stills, Nash & Young.[8]
- 19 – Sérgio Abreu, 74, violonista e violeiro brasileiro.[9]
- 21 – Bernard Greene, 57, rapper e artista eurodance estadunidense.[10]
- 23 – Top Topham, 75, músico e artista britânico, ex-membro da banda The Yardbirds.[11]
- 28 – Tom Verlaine, 73, vocalista e guitarrista estadunidense da banda Television.[12]

### Fevereiro
- 8
  - Burt Bacharach, 94, pianista e compositor estadunidense.[13]
  - Cody Longo, 34, músico e ator estadunidense.[14]
- 10 – AKA, 35, rapper, produtor e compositor sul-africano.[15]
- 14 – Friedrich Cerha, 96, compositor e maestro austríaco.[16]
- 16 – Tony Marshall, 85, cantor de ópera e schlager alemão.[17]
- 22 – Germano Mathias, 88, cantor e compositor brasileiro.[18]
- 23 – Slim Borgudd, 76, automobilista e músico sueco.[19]

### Março
- 2 – Wayne Shorter, 89, saxofonista e compositor estadunidense, ex-membro dos grupos Weather Report e Jazz Messengers.[20]
- 4 – Sueli Costa, 79, cantora e compositora brasileira.[21]
- 5 – Gary Rossington, 71, guitarrista estadunidense, membro da banda Lynyrd Skynyrd.[22]
- 8 – Marcel Amont, 93, ator e cantor francês,[23]
- 9 – Azagaia, 38, cantor de hip hop moçambicano.[24]
- 10
  - Bebeto Castilho, 83, músico brasileiro, ex-membro do conjunto musical Tamba Trio.[25]
  - Servio Tulio, 59, músico e radialista brasileiro.[26]
- 13
  - Canisso, 57, baixista brasileiro, ex-membro das bandas Raimundos, Rockfellas e Rodox.[27]
  - Jim Gordon, 77, músico e compositor estadunidense.[28]
- 15
  - Bobby Caldwell, 71, cantor, compositor e multi-instrumentalista estadunidense.[29]
  - Theo de Barros, 80, compositor, violinista cantor e arranjador brasileiro.[30]
- 20
  - Virginia Zeani, 97, cantora de ópera romena.[31]
  - Anita Thallaug, 85, cantora e atriz norueguesa.[32]
- 23 – DJ Jamaika, 55, rapper brasileiro.[33]
- 25 – Juca Chaves, 84, compositor, músico e humorista brasileiro.[34]
- 27 – Peggy Scott-Adams, 74, cantora estadunidense.[35]
- 28 – Ryuichi Sakamoto, 71, músico, compositor, produtor musical e ator japonês.[36]
- 30 – Erika Dobosiewicz, 55, violinista polonesa.[37]

### Abril
- 1 – Dario Campeotto, 84, cantor, ator e apresentador dinamarquês.[38]
- 5 – Duško Gojković, 91, trompetista, músico de jazz, arranjador e maestro sérvio.[39]
- 6 – Paul Cattermole, 46, músico britânico e ex-membro do S Club 7.[40]
- 7 – Cynara, 78, cantora, arranjadora e compositora brasileira, membra do grupo Quarteto em Cy.[41]
- 14
  - Mark Sheehan, 46, guitarrista, cantor, compositor e produtor irlandês, membro do grupo The Script.[42]
  - Fughetti Luz, 76, cantor e compositor brasileiro.[43]
- 16 – Ahmad Jamal, 92, pianista de jazz estadunidense.[44]
- 17 – Ivan Conti, 76, baterista e compositor brasileiro, membro do grupo Azymuth.[45]
- 19 – Moonbin, 25, cantor sul-coreano, membro do grupo Astro.[46]
- 22 – Andre Pomba, 59, DJ e músico brasileiro.[47]
- 25 – Harry Belafonte, 96, músico, ator e ativista político estadunidense.[48]

### Maio
- 1 – Gordon Lightfoot, 84, músico e poeta canadense.[49]
- 3 – Velho Milongueiro, 83, cantor e compositor brasileiro.[50]
- 7 – Grace Bumbry, 86, cantora de ópera estadunidense.[51]
- 8 – Rita Lee, 75, cantora, compositora e ativista brasileira.[52]
- 10 – Luiz Carlos Borges, 70, instrumentista, compositor e intérprete brasileiro.[53]
- 12 – Dum-Dum, 54, rapper brasileiro.[54]
- 14 – Ingrid Haebler, 93, pianista austríaca.[55]
- 19 – Andy Rourke, 59, baixista escocês e ex-membro da banda The Smiths.[56]
- 22 – Chas Newby, 81, músico e ex-baixista dos Beatles.[57]
- 24 – Tina Turner, 83, cantora estadunidense.[58]
- 28 – Elísio Donas, 48, músico e produtor musical português.[59]

### Junho
- 2 – Kaija Saariaho, 70, compositora finlandesa.[60]
- 4 – George Winston, 74, pianista, guitarrista, harmonicista e produtor musical estadunidense.[61]
- 5 – Astrud Gilberto, 83, cantora de bossa nova e jazz brasileira.[62]
- 6 – Carlos Moura, 73, compositor de MPB e cantor brasileiro.[63]
- 8 – Hélio Turco, 87, compositor e sambista brasileiro.[64]
- 15 – Luiz Schiavon, 64, compositor e tecladista brasileiro, membro da banda RPM.[65]
- 17 – Dave Maclean, 78, cantor e compositor brasileiro.[66]
- 18 – Teresa Taylor, 60, musicista e atriz estadunidense.[67]
- 19 – Paulo Debétio, 77, compositor, produtor musical e músico brasileiro.[68]
- 20
  - Sung-bong Choi, 33, cantor sul-coreano.[69]
  - Zeca do Trombone, músico e instrumentista brasileiro.[70]
- 27 – Carmen Sevilla, 92, atriz, cantora, dançarina e apresentadora espanhola.[71]

### Julho
- 3 – Vicki Anderson, 83, cantora de soul estadunidense.[72]
- 4 – Jenő Jandó, 71, pianista húngaro de música clássica.[73]
- 6 – Peter Nero, 89, pianista e maestro estadunidense.[74]
- 16 – Jane Birkin, 76, cantora, compositora, atriz e modelo inglesa.[75]
- 17 – João Donato, 88, pianista, acordeonista, arranjador, cantor e compositor brasileiro.[76]
- 21 – Tony Bennett, 96, cantor estadunidense.[77]
- 24
  - Doris Monteiro, 88, cantora e atriz brasileira.[78]
  - Otello Profazio, 86, cantor e compositor italiano.[79]
  - Leny Andrade, 80, cantora brasileira.[80]
- 26 – Sinéad O'Connor, 56, cantora e compositora irlandesa.[81]
- 29 – Edgar Pozzer, 84, cantor brasileiro.[82]

### Agosto
- 2 – Jerônimo Jardim, 78, cantor e escritor brasileiro.[83]
- 3 – Ana Maria Carvalho, 75, cantora e artista brasileira.[84]
- 4 – Ivonir Machado, 63, músico brasileiro.[85]
- 8 – Sixto Rodriguez, 81, cantor de música folk estadunidense.[86]
- 9 – Robbie Robertson, 80, compositor, cantor, guitarrista canadense, ex-integrante do The Band.[87]
- 10 – Antonella Lualdi, 92, cantora e atriz italiana.[88]
- 13 – Patricia Bredin, 88, atriz e cantora inglesa.[89]
- 16 – Renata Scotto, 89, cantora de soprano italiana.[90]
- 22 – Toto Cutugno, 80, cantor, músico e compositor italiano.[91]
- 25 – Carlos Gonzaga, 99, cantor brasileiro.[92]
- 26 – MC Marcinho, 45,  cantor e compositor brasileiro de funk melody.[93]
- 28 – Lana Bittencourt, 91, cantora e atriz brasileira.[94]

### Setembro
- 1 – Jimmy Buffett, 76, cantor, compositor e empresário estadunidense.[95]
- 4 – Steve Harwell, 56, vocalista estadunidense e ex-membro da banda Smash Mouth.[96]
- 22 – Peter Horton, 82, cantor, músico, guitarrista, compositor e autor austríaco.[97]
- 23 – Terry Kirkman, 83, músico, compositor estadunidense e ex-membro do grupo The Association.[98]
- 25 – Paulo André Barata, 77, cantor, compositor e instrumentista brasileiro.[99]

### Outubro
- 1 – Patricia Janečková, 25, cantora de ópera germano-eslovaca.[100]
- 7 – Margarida Amaral, 95, cantora portuguesa.[101]
- 17 – Carla Bley, 87, pianista e compositora estadunidense.[102]
- 18 – Dwight Twilley, 72, cantor e compositor estadunidense.[103]
- 19 – Lasse Berghagen, 78, cantor e compositor sueco.[104]
- 21 – Celso Vecchione, 74, guitarrista brasileiro, membro da banda Made in Brazil.[105]
- 22 – Cyva, 85, cantora brasileira.[106]
- 25 – Zdeněk Mácal, 87, compositor e maestro tcheco.[107]
- 26 – Goa Gil, 72, músico estadunidense.[108]
- 29 – Heath, 55, músico e compositor japonês.[109]

### Novembro
- 2 – Yuri Temirkanov, 84, maestro russo.[110]
- 7 – Paula Ribas, 81, cantora portuguesa.[111]
- 17 – Charlie Dominici, 72, ex-vocalista estadunidense da banda Dream Theater.[112]
- 19 – Sara Tavares, 45, cantora e compositora portuguesa.[113]
- 28 – Lanny Gordin, 72, instrumentista e compositor brasileiro.[114]
- 30 – Shane MacGowan, 65, vocalista, guitarrista e compositor irlandês, ex-membro da banda The Pogues.[115]

### Dezembro
- 5 – Denny Laine, 79, músico e compositor britânico, ex-membro da banda The Moody Blues.[116]
- 7 – Teresa Silva Carvalho, 88, cantora portuguesa.[117]
- 8 – Maria João Quadros, 75, fadista e cantora portuguesa.[118]
- 11 – Zahara, 35, cantora, compositora e performer sul-africana.[119]
- 13 – Pedro Henrique, 30, cantor e compositor brasileiro, membro da banda Sing Out.[120]
- 15 – Waldomiro Bariani Ortêncio, 100, escritor, folclorista e compositor brasileiro.[121]
- 16
  - Colin Burgess, 77, baterista autraliano, ex-membro da banda AC/DC.[122]
  - Carlos Lyra, 90, cantor, compositor e violonista brasileiro.[123]
- 19 – Ary Sanches, 80, cantor brasileiro.[124]
- 26 – Tom Smothers, 86, compositor, músico e comediante estadunidense.[125]

## Formações

### Bandas
- Baby Monster
- LYKN

### Artistas solo
- Jinyoung
- Hwang Min-hyun
- Jang Ye-eun
- Park Ji-min
- Kim Ji-soo
- Mijoo

### Retornos
- Blur
- Creed
- NX Zero
- Papas da Língua
- Restart
- The Buggles
- Victor & Leo

### Grupos dissolvidos
- BiSH
- Brave Girls
- D1ce
- Momoland
- Panic! at the Disco
- The Agonist
- Skank

## Lançamentos de álbuns
| Lançado         | Artista                            | Álbum                                               | Ref.    |
| --------------- | ---------------------------------- | --------------------------------------------------- | ------- |
| 1 de janeiro    | Moby                               | Ambient23                                           | [ 126 ] |
| 6 de janeiro    | YoungBoy Never Broke Again         | I Rest My Case                                      | [ 127 ] |
| 20 de janeiro   | Ice Spice                          | Like..?                                             | [ 128 ] |
| 20 de janeiro   | Måneskin                           | Rush!                                               | [ 129 ] |
| 27 de janeiro   | Ava Max                            | Diamonds & Dancefloors                              | [ 130 ] |
| 27 de janeiro   | Aya Nakamura                       | DNK                                                 | [ 131 ] |
| 27 de janeiro   | Sam Smith                          | Gloria                                              | [ 132 ] |
| 27 de janeiro   | Steve Vai                          | Vai/Gash                                            | [ 133 ] |
| 3 de fevereiro  | Raye                               | My 21st Century Blues                               | [ 134 ] |
| 3 de fevereiro  | Shania Twain                       | Queen of Me                                         | [ 135 ] |
| 10 de fevereiro | Paramore                           | This Is Why                                         | [ 136 ] |
| 10 de fevereiro | You Me At Six                      | Truth Decay                                         | [ 137 ] |
| 10 de fevereiro | Pierce the Veil                    | The Jaws of Life                                    | [ 138 ] |
| 14 de fevereiro | Caroline Polachek                  | Desire, I Want to Turn Into You                     | [ 139 ] |
| 16 de fevereiro | Tini                               | Cupido                                              | [ 140 ] |
| 17 de fevereiro | Pink                               | Trustfall                                           | [ 141 ] |
| 17 de fevereiro | Inhaler                            | Cuts & Bruises                                      | [ 142 ] |
| 17 de fevereiro | Skrillex                           | Quest for Fire                                      | [ 143 ] |
| 18 de fevereiro | Skrillex                           | Don't Get Too Close                                 | [ 144 ] |
| 24 de fevereiro | Gorillaz                           | Cracker Island                                      | [ 145 ] |
| 24 de fevereiro | Karol G                            | Mañana Será Bonito                                  |         |
| 24 de fevereiro | Maerzfeld                          | Alles Anders                                        | [ 146 ] |
| 1 de março      | Gabriela Rocha                     | A Presença                                          | [ 147 ] |
| 3 de março      | Kali Uchis                         | Red Moon in Venus                                   | [ 148 ] |
| 3 de março      | The Weeknd                         | Live at SoFi Stadium                                | [ 149 ] |
| 10 de março     | Miley Cyrus                        | Endless Summer Vacation                             | [ 150 ] |
| 10 de março     | Twice                              | Ready to Be                                         | [ 151 ] |
| 17 de março     | All Time Low                       | Tell Me I'm Alive                                   | [ 152 ] |
| 17 de março     | Hozier                             | Eat Your Young                                      | [ 153 ] |
| 17 de março     | M83                                | Fantasy                                             | [ 154 ] |
| 17 de março     | U2                                 | Songs of Surrender                                  | [ 155 ] |
| 24 de março     | Ludmilla                           | Vilã                                                | [ 156 ] |
| 24 de março     | Jimin                              | Face                                                | [ 157 ] |
| 24 de março     | Depeche Mode                       | Memento Mori                                        | [ 158 ] |
| 24 de março     | Lana Del Rey                       | Did You Know That There's a Tunnel Under Ocean Blvd | [ 159 ] |
| 24 de março     | Fall Out Boy                       | So Much (for) Stardust                              | [ 160 ] |
| 24 de março     | Babymetal                          | The Other One                                       | [ 161 ] |
| 31 de março     | Melanie Martinez                   | Portals                                             | [ 162 ] |
| 7 de abril      | Ellie Goulding                     | Higher Than Heaven                                  | [ 163 ] |
| 7 de abril      | Paula Fernandes                    | 11:11                                               | [ 164 ] |
| 13 de abril     | Fernanda Brum                      | Onde o Fogo Não Apaga                               | [ 165 ] |
| 14 de abril     | Metallica                          | 72 Seasons                                          | [ 166 ] |
| 15 de abril     | Pet Shop Boys                      | Lost                                                | [ 167 ] |
| 21 de abril     | Enter Shikari                      | A Kiss for the Whole World                          | [ 168 ] |
| 21 de abril     | Suga                               | D-Day                                               | [ 169 ] |
| 21 de abril     | Tiësto                             | Drive                                               | [ 170 ] |
| 21 de abril     | YoungBoy Never Broke Again         | Don't Try This at Home                              | [ 171 ] |
| 27 de abril     | Marina Sena                        | Vício Inerente                                      | [ 172 ] |
| 28 de abril     | Bebe Rexha                         | Bebe                                                | [ 173 ] |
| 28 de abril     | Jack Harlow                        | Jackman                                             | [ 174 ] |
| 28 de abril     | Jessie Ware                        | That! Feels Good!                                   | [ 175 ] |
| 5 de maio       | Ed Sheeran                         | –                                                   | [ 176 ] |
| 12 de maio      | Jonas Brothers                     | The Album                                           | [ 177 ] |
| 19 de maio      | Kesha                              | Gag Order                                           | [ 178 ] |
| 25 de maio      | Xamã                               | O Último Romântico Online                           | [ 179 ] |
| 26 de maio      | Marília Mendonça                   | Decretos Reais                                      | [ 180 ] |
| 28 de maio      | Xande de Pilares                   | Esse Menino Sou Eu: Ao Vivo no Morro Urca           | [ 181 ] |
| 2 de junho      | Noel Gallagher's High Flying Birds | Council Skies                                       | [ 182 ] |
| 2 de junho      | Foo Fighters                       | But Here We Are                                     | [ 183 ] |
| 6 de junho      | Pixote                             | #Trintou                                            | [ 184 ] |
| 8 de junho      | Urias                              | Her Mind                                            | [ 185 ] |
| 9 de junho      | Niall Horan                        | The Show                                            | [ 186 ] |
| 23 de junho     | Elza Soares                        | No Tempo da Intolerância                            | [ 187 ] |
| 23 de junho     | Kelly Clarkson                     | Chemistry                                           | [ 188 ] |
| 23 de junho     | Kim Petras                         | Feed the Beast                                      | [ 189 ] |
| 30 de junho     | Nothing but Thieves                | Dead Club City                                      | [ 190 ] |
| 7 de julho      | Taylor Swift                       | Speak Now (Taylor's Version)                        | [ 191 ] |
| 13 de julho     | Giulia Be                          | Disco Voador (Deluxe)                               | [ 192 ] |
| 14 de julho     | PVRIS                              | Evergreen                                           | [ 193 ] |
| 21 de julho     | Jennifer Lopez                     | This Is Me... Now                                   | [ 194 ] |
| 21 de julho     | Blur                               | The Ballad of Darren                                | [ 195 ] |
| 21 de julho     | Vários artistas                    | Barbie: The Album                                   | [ 196 ] |
| 21 de julho     | Greta Van Fleet                    | Starcatcher                                         | [ 197 ] |
| 28 de julho     | Anne-Marie                         | Unhealthy                                           | [ 198 ] |
| 28 de julho     | Carly Rae Jepsen                   | The Loveliest Time                                  | [ 199 ] |
| 3 de agosto     | Iza                                | Afrodhit                                            | [ 200 ] |
| 11 de agosto    | Karol G                            | Mañana Será Bonito (Bichota Season)                 |         |
| 10 de agosto    | Gloria Groove                      | Lady Leste (Ao Vivo)                                | [ 201 ] |
| 14 de agosto    | Jão                                | Super                                               | [ 202 ] |
| 17 de agosto    | Anitta                             | Funk Generation: A Favela Love Story                | [ 203 ] |
| 17 de agosto    | Juliette                           | Ciclone                                             | [ 204 ] |
| 29 de agosto    | Luísa Sonza                        | Escândalo Íntimo                                    | [ 205 ] |
| 1 de setembro   | Royal Blood                        | Back to the Water Below                             | [ 206 ] |
| 8 de setembro   | Olivia Rodrigo                     | Guts                                                | [ 207 ] |
| 8 de setembro   | V                                  | Layover                                             | [ 208 ] |
| 15 de setembro  | 30 Seconds to Mars                 | It's the End of the World but It's a Beautiful Day  | [ 209 ] |
| 15 de setembro  | Demi Lovato                        | Revamped                                            | [ 210 ] |
| 22 de setembro  | Doja Cat                           | Scarlet                                             | [ 211 ] |
| 22 de setembro  | Kylie Minogue                      | Tension                                             | [ 212 ] |
| 22 de setembro  | Slayyyter                          | Starfucker                                          | [ 213 ] |
| 2 de outubro    | Drake                              | For All the Dogs                                    | [ 214 ] |
| 6 de outubro    | Roger Waters                       | The Dark Side of the Moon Redux                     | [ 215 ] |
| 20 de outubro   | Cher                               | Christmas                                           | [ 216 ] |
| 20 de outubro   | Blink-182                          | One More Time...                                    | [ 217 ] |
| 20 de outubro   | The Rolling Stones                 | Hackney Diamonds                                    | [ 218 ] |
| 27 de outubro   | Taylor Swift                       | 1989 (Taylor's Version)                             | [ 219 ] |
| 27 de outubro   | Duran Duran                        | Danse Macabre                                       | [ 220 ] |
| 3 de novembro   | Emilia                             | .MP3                                                | [ 221 ] |
| 3 de novembro   | Jungkook                           | Golden                                              | [ 222 ] |
| 3 de novembro   | Marshmello                         | Sugar Papi                                          | [ 223 ] |
| 9 de novembro   | Gloria Groove                      | Futuro Fluxo                                        | [ 224 ] |
| 10 de novembro  | PinkPantheress                     | Heaven Knows                                        | [ 225 ] |
| 11 de novembro  | Chris Brown                        | 11:11                                               | [ 226 ] |
| 17 de novembro  | Nicki Minaj                        | Pink Friday 2                                       | [ 227 ] |
| 1 de dezembro   | Peter Gabriel                      | I/O                                                 | [ 228 ] |
| 1 de dezembro   | Dove Cameron                       | Alchemical: Volume 1                                | [ 229 ] |